# Леппих, Франц
Франц Ксавье Леппих (нем. Franz Xaver Leppich (также Леппиг, Липпих, Смит, Шмит, Шмидт), 15 октября 1778, Мюндесхайм, Нижняя Франкония, Бавария — около 1819, Австрия) — немецкий изобретатель, музыкант и авантюрист. Во время наполеоновских войн предложил идею и пытался построить управляемый аэростат для бомбардировки неприятельских войск.

## Биография

### Ранние годы

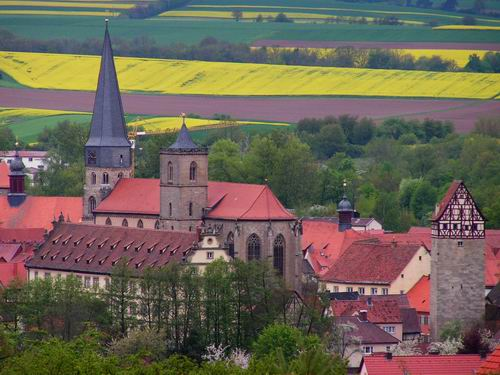
Центр Мюннерштадта, в котором учился Франц Леппих

Франц Леппих родился 15 октября 1778 года в крестьянской семье в Нижней Франконии, Бавария. Он был отправлен учиться в школу монахов-августинцев в Мюннерштадт, однако в 1791 году был оттуда выгнан за «бессмысленные трюкачества». Дома он занялся плотницким делом и изобретательством.
В 1805 Леппих проживал в Альтоне и затем поступил на службу в английскую армию, где дослужился до звания майора и затем стал вербовщиком солдат под фамилией Смит. После женитьбы на дворянке Анне фон Фосс Франц оставил военную службу и на её средства продолжил активные занятия изобретательством. За свои изобретения в 1810 он был принят в почётные члены Политехнического общества Вюрцбурга. После смерти Анны тесть Леппиха выгнал его из дома.

### Музыкальная деятельность
Между 1800 и 1810 годами Леппих изобрёл музыкальный инструмент «панмелодиокон», что, по сообщениям тогдашней прессы, вызвало сенсацию. Вместе с Конрадином Крейцером он совершил в 1810—1812 годах несколько гастрольных туров по европейским столицам, во время которых присутствующие «могли насладиться никогда ранее не слышанной магией тонов».

### Во Франции
Примерно в конце 1811 года Франц Леппих оказался в Париже, где подарил свой инструмент императрице Марие-Луизе Австрийской жене Наполеона I.

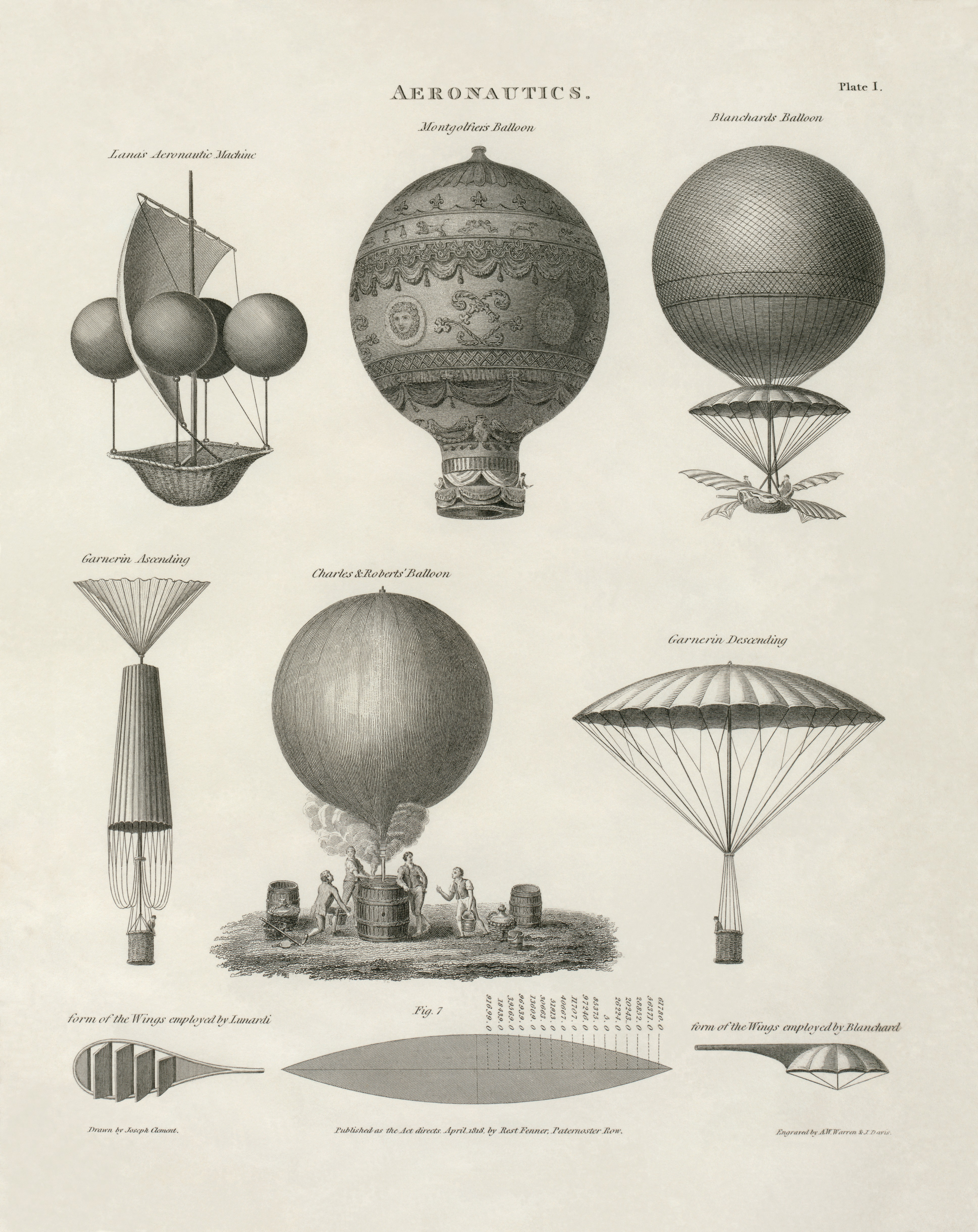
Аэростаты XVIII—XIX вв.

Тогда же Леппих обратился к французскому императору с предложением построить управляемый аэростат, «который мог бы поднимать такое количество разрывных снарядов, что посредством их можно было бы истреблять целые неприятельские армии». Однако Бонапарт отказался от предложения изобретателя, запретил ему любые эксперименты с воздухоплаванием и даже велел выслать его за пределы французских территорий. Возможно, на решение Наполеона повлияли неудачи при использовании аэростатов французской армией во время Египетского похода, а также на торжествах на его свадьбе с Марией-Луизой Австрийской, когда шар Андре Гарнерена долетел до Рима и зацепился там за шпиль мавзолея императора Нерона.

### В Германии
После изгнания из Франции Леппих пытался осесть в Бельгии, Голландии и Австрии. Однако найти пристанище ему удалось в вюртембергском Тюбингене, где на средства издателя Йохана Фридриха Котта в январе 1812 он организовал мастерскую и с четырьмя подмастерьями начал строить управляемый аэростат.
Тогда же Франц обратился к Фридриху I, с которым познакомился в 1810 году во время гастролей с К.Крейцером. Однако король Вюртемберга проигнорировал его предложение использовать изобретение в военных целях — возможно, это было сделано из опасений испортить отношения с Наполеоном. Французская миссия в Штугарте следила за действиями Леппиха, но ничего не предпринимала, дожидаясь результатов работы.
Там же в Тюбингене Леппих познакомился с русским посланником Давидом Алопеусом, который необычайно воодушевился изобретением немца и в начале апреля 1812 года направил секретное донесение императору Александру I. В нём он писал:
 «Леппих обещал мне построить пятьдесят таких воздушных кораблей в течение трех месяцев… По сделанным доселе расчислениям, наиудобнейшие воздушные корабли могут вмещать в себе 40 человек и поднимать 12 000 фунтов. В числе артиллерийских предметов, коими он хочет снабдить себя, ожидает он особливо большого действия от ящиков, наполненных порохом, которые, брошены будучи сверху, могут разрывом своим, упав на твердые тела, опрокинуть целые эскадроны.»

В донесении Алопеус предложил также вывезти изобретателя по подставному паспорту из Германии в Россию. В ответ канцлер Румянцев выразил Алопуесу благодарность «за верность к службе» и выслал в Вюртмеберг бланки паспортов для Леппиха и его подмастерьев.
10 апреля мастерскую Леппиха посетила королевская комиссия в составе трёх профессоров для оценки осуществимости его проекта. Она пришла в целом к положительной оценке работы:

Возможности летательного аппарата […] представляются пока не вызывающими сомнений […]. То, что известно по отдельным частям машины до сих пор, кажется, удовлетворяет намеченной цели […]. После тщательного изучения мастерской Леппиха и его чертежей эти профессора заявили, что машина построена очень просторной и только практический экзамен может подтвердить точность и реальную осуществимость того, что задумал Леппих. […] Профессора также осмотрели завершенную базу гондолы, отметили её соответствие чертежам и то, что механик смог решить в своей работе достаточно сложные математические задачи."

18 апреля Леппиха вызвали в отделение местной полиции и допросили. Там он заявил, что «его основная состоит цель в том, чтобы довести эту машину до такого прекрасного состояния, чтобы [продемонстрировать] её Его Королевскому Величеству». Он утверждал, что произведет «через 4 месяца 50 таких летательных аппаратов, которых будет более чем достаточно, чтобы сделать Германию независимым государством, и сделать полноправным сюзереном того, кто пожелает воспользоваться его изобретением».

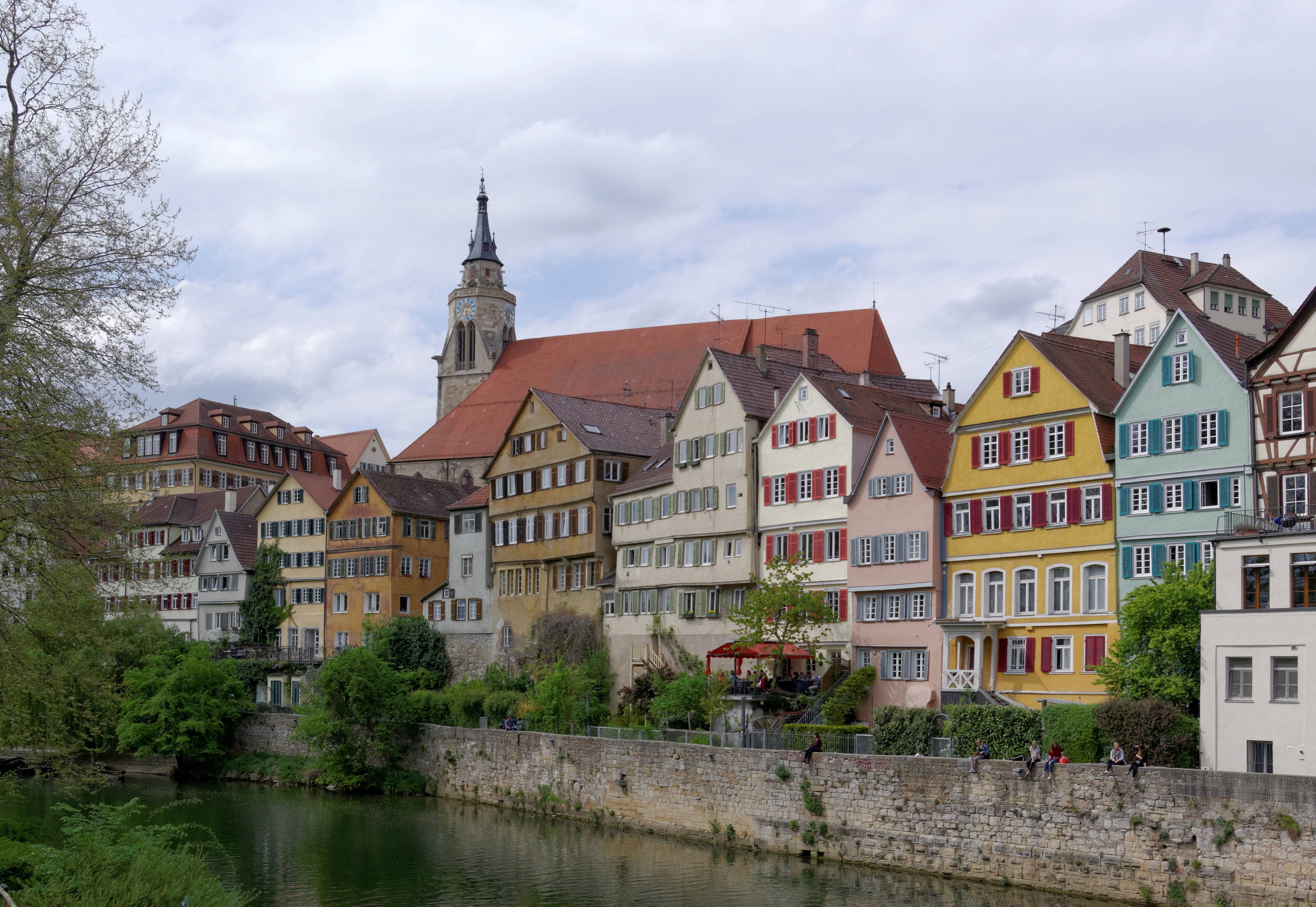
Набережная города Тюбингена

С Леппиха взяли обязательство не покидать страну без разрешения, никому не рассказывать о предмете допроса и постоянно сообщать о ходе своей работы. Король Фридрих I выслушал доклад профессорской комиссии без комментариев, после чего изобретателя снова вызвали в отделение полиции, где приказали ему немедленно прекратить своё дело, аэростат уничтожить и покинуть королевство в течение 10 дней. В это же время французская миссия получила из Парижа указание арестовать Леппиха.
Не дожидаясь французского ареста и русских паспортов, Леппих с подмастерьями бежал из Тюбингена в Мюнхен, где русский посланник князь Иван Барятинский тайно вручил ему документы на имя курляндского доктора медицины Фейхнера. C ними Франц пересек Баварию, Австрию и владения Радзивиллов и 1 мая оказался на границе в Луцке, где его встретил фельдъегерь Иордан, везший бумаги Румянцева в Штутгарт. Иордан вручил Леппиху паспорт на имя Шмидта и лично сопроводил его до Москвы. Алопеус выплатил из посольской казны долги Леппиха в 5000 гульденов, которые были переданы Й.Котта за недостроенный аэростат.

### В России

#### Работы в подмосковном Воронцово

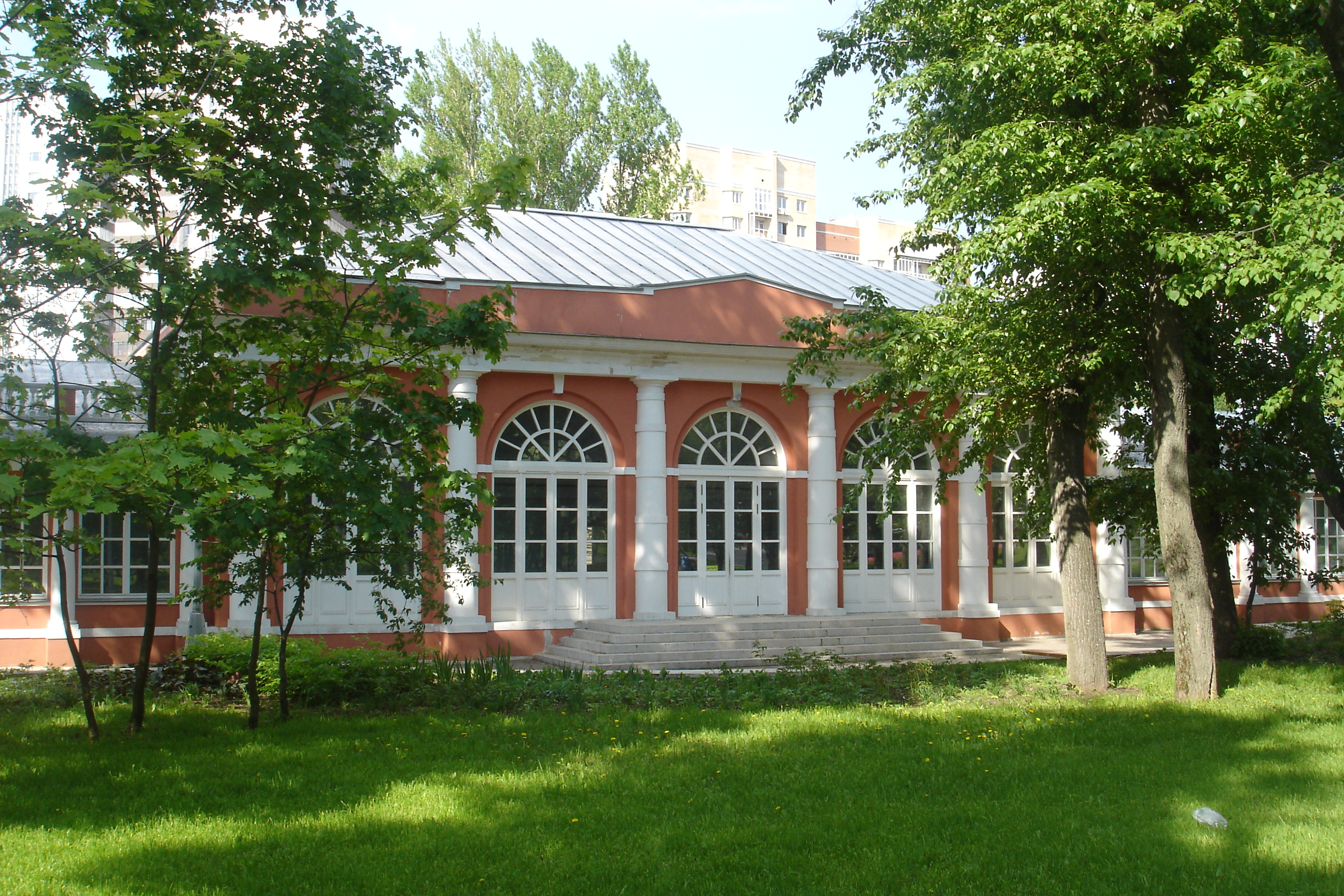
Усадьба Воронцово, где располагалась секретная мастерская Леппиха

8 мая Леппих и его мастера приехали в окрестности Москвы, где по указанию гражданского губернатора города М. А. Обрескова сначала разместились близ Тюфелевой рощи, но затем перебрались в усадьбу князя Н. Г. Репнина в Воронцово. Там в белом летнем павильоне в спешном порядке началось строительство летающей лодки. 

Для этого павильон был обнесён забором и у него была установлена вооружённая охрана. Общую координацию работ по строительству летающей лодки проводил новый военный губернатор города граф Ф. В. Ростопчин.
В целях секретности мастерскую Леппиха первоначально объявили мастерской сельскохозяйственных машин, а затем в связи с большими закупками тафты для оболочки шара у купца Г. А. Кирьякова — предприятием «по торговле пластырями».
Фельдъегеря Иордан и Винберг тайно ездили в Европу, откуда по просьбе Франца они привезли ещё нескольких немецких мастеров. Также из соображений секретности нужных Леппиху мастеров поначалу искали в Санкт-Петербурге, однако потом в связи с разрастанием масштаба работ стали набирать и в Москве. На должность «директора физических и химических принадлежностей» фабрики был назначен друг молодости Леппиха — Георг Шеффер случайно встреченный им на московской улице.

Несмотря на то, что сам Леппих и его мастера работали по 17 часов в сутки, работа продвигалась медленно. Во время работ Леппих открыл новый способ добычи водорода из опилок, а не из листов железа, что значительно ускоряло процесс. Попутно им была изобретена облегчённая пика с высверленным древком.
Французская агентура в Москве доносила Наполеону о «зажигательном воздушном шаре, который, как уверяют, должен внести в ряды французской армии беспорядок и разрушение».
На июль было запланировано генеральное тестирование аэростата, но немца постигла неудача и шар не смог подняться воздух. 15 июля Александр I сам посетил Леппиха в Воронцово, чем сильно демаскировал факт и место строительства шара. К началу августа 1812 года на строительстве лодки в Воронцово трудилось около 60 мастеровых. К этому времени предприятие Леппиха уже называли фабрикой «для приготовления новоизобретенных зарядов для пушек» и даже местом постройки «корабля новой конструкции, который будет двигаться под водою…».
Рассчитывая использовать аэростат Леппиха в генеральном сражении с Великой армией, 8 августа русский император прислал Ростопчину инструкцию по боевому применению шара, в которой он предупреждал, чтобы Леппих при первой посадке в штабе Кутузова «принял предосторожность поднять шар, укрепив его за веревку; в противном случае к нему могут собраться любопытные из войск, а между ними могут оказаться и неприятельские шпионы».
22 августа накануне Бородинского сражения главнокомандующий русскими войсками Кутузов запрашивал Ростопчина об аэростате Леппиха: «Можно ли им будет воспользоваться, прошу мне сказать, и как его употребить удобнее?» В тот же день граф Ростопчин, чтобы воодушевить москвичей, сообщил им о целях работ в усадьбе Воронцово и предполагаемом пробном запуске маленького шара.
29 августа Ростопчин сообщил российскому императору об очередной неудаче Леппиха:

…С прискорбием извещаю ваше величество о неудаче Леппиха. Он построил шар, который должен был поднять 50 человек, и назначил час, когда должен был подняться… Прошло 5 дней, и ничего не готово. Вместо 6 часов он употребил целых 3 дня, чтобы наполнить газом шар, который не поднимал и двух человек… Большая машина не готова, и, кажется, надо отказаться от возможности извлечь из неё ту пользу, которую ожидали. Я принял свои меры, и если князь Кутузов потерпит неудачу и двинется то ли в Москву, то ли в сторону, я отправлю Леппиха в Нижний Новгород без эскорта, вместе с шелковой оболочкой шара. Менее всего можно пожалеть об 148 тысячах рублей, потраченных на изготовление шара. Леппих — сумасшедший шарлатан, а Алопеус слишком был увлечен своим финским воображением.

Вечером 31 августа — за несколько дней до вступления французов в Москву — строители аэростата спешно покинули Воронцово: Леппих с мастерами отправился в Санкт-Петербург, а Шеффер с 130 подводами в сопровождении фельдъегерей переехал сначала в Коломну и затем спустился по реке в Нижний Новгород.
После вступления французов в Москву на дачу Репнина в Воронцово был отправлен верховный судья армии граф Лауэр (w:fr:Jean-Baptiste Lauer) для проведения тщательного расследования. В усадьбе были обнаружены сожжённые остатки лодки, множество инструментов, а также бутыли медного купороса и чаны для производства водорода. Обнаруженные химикаты и растоптанные остатки пороховых зарядов убедили французскую комиссию в том, что в Воронцово располагался склад для организации пожара в Москве. По результатам облавы в окрестностях усадьбы было поймано 26 человек, 16 из которых были расстреляны по решению военно-полевого суда как «поджигатели».

#### Работы в Ораниенбауме

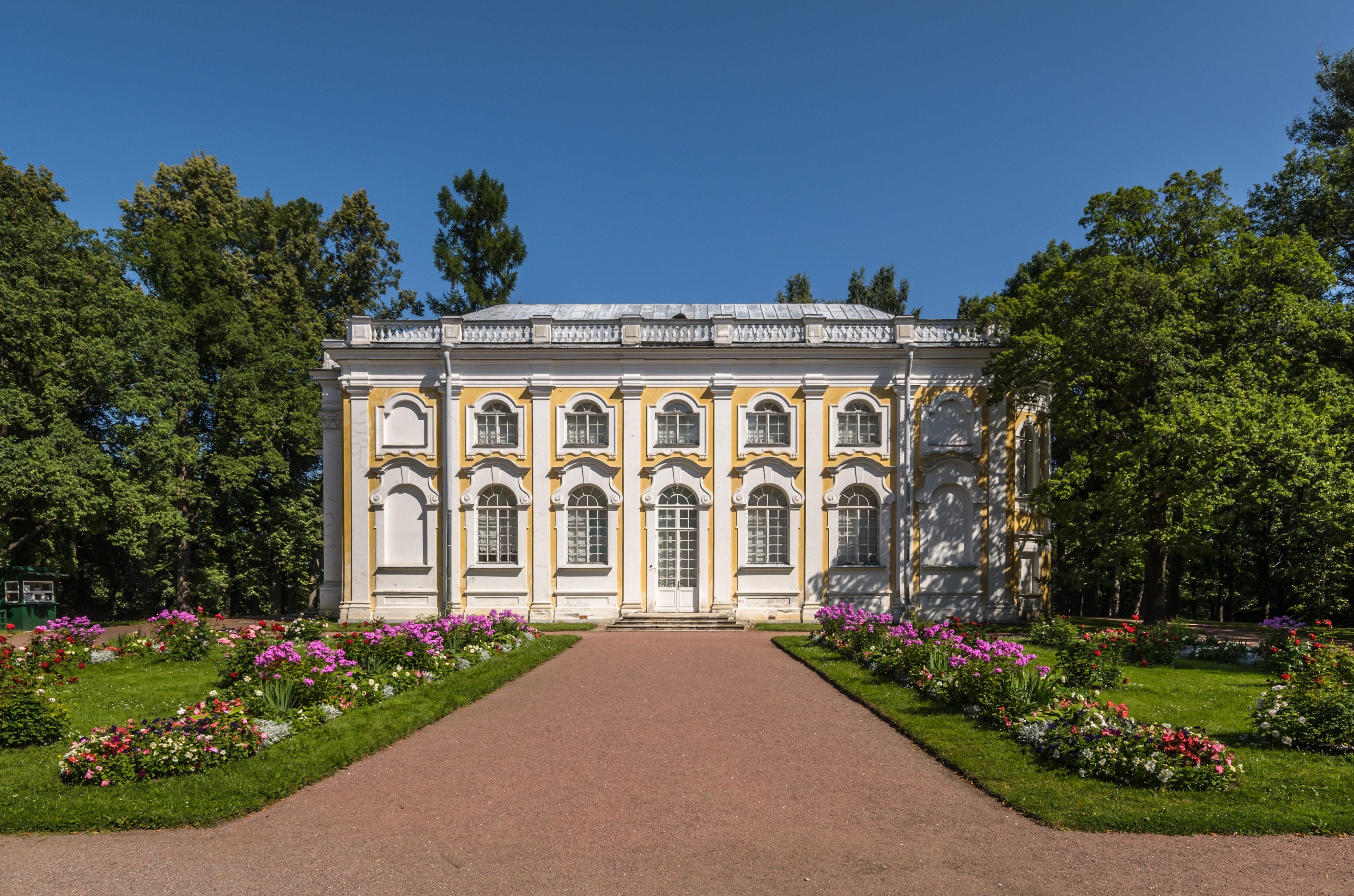
Каменное Зало (Маскарадный зал) в Ораниенбауме, где проводились работы по постройке шара Леппиха

Второго октября в Ораниенбауме команды Леппиха и Шеффера соединились, и строительство управляемого аэростата продолжилось. На этот раз оно происходило в помещении Маскарадного зала (Каменное зало), где до этого располагался госпиталь.
В конце ноября 1812 года Франц обещал перелететь из Ораниенбаума в Петербург и спуститься в Таврическом саду. Русский император вместе с Аракчеевым собирались прибыть туда и, ожидая вестей из Ораниенбаума, «сидели одетыми». Однако вечером прибыл барон Тизенгаузен и сообщил, что «шар лопнул, прежде чем поднялся».

Весь 1813 год изобретатель и его помощники продолжали упорно работать, однако Александр I к тому времени охладел к идее управляемого шара и отдал распоряжение Артиллерийскому комитету сделать заключение о перспективах предприятия Леппиха. В сентябре того же года комиссия генерала В. П. Вындомского сообщила инспектору всей артиллерии графу Аракчееву об очередных неудачных испытаниях новых шаров Леппиха, который в августе «делал несколько раз опыты и поднимался в шару на привязях не свыше 5-ти или 6-ти сажен от земли, но лететь против направления ветра не мог». После рапорта Вындомского все работы над шаром были остановлены.
В ноябре 1813 года Франц Леппих под фамилией Шмидта с семью подмастерьями покинул Санкт-Петербург и направился в императорскую штаб-квартиру в Труа, чтобы попытаться ещё раз убедить Александра I в необходимости продолжения воздухоплавательных опытов. В начале 1814 года он прибыл туда, но получил отказ и вернулся в Германию.

### Последние годы
После возвращения в Германию, Франц Леппих купил поместье в баварском Тайльхайме, где продолжил работы по созданию управляемого воздушного корабля для перевозки коммерческих грузов — он опять завершён не был. Там же Франц изобрел машину для обработки ногтей, а в 1818 году в Вене он получил патент на производство гвоздей особой формы. В 1819 году Леппих продал замок соседям и уехал в неизвестном направлении, предположительно, в Австрию. Точная дата и место его смерти неизвестны.

## Оценка деятельности
По современным оценкам, Франц Леппих был не столько мошенником или изобретателем, сколько компилятором чужих изобретений в области воздухоплавания. Он относился к делу серьёзно и строил аэростат как мог в имевшихся условиях, производил опыты с малыми шарами для пробы.
В проекте Леппиха содержался весьма существенный элемент новизны — нижняя ферма жесткости, примыкавшая к баллону. Это своеобразный прототип дирижабля полужесткого типа, у которого в качестве движущих устройств оставались крыльчатые весла, управляемые мускульной силой людей. Они себя не оправдывали, но Леппих до последнего не терял в них надежду. 

Напряженная военная обстановка 1812 года вызвала к жизни «социальный заказ» на управляемый аэростат как на средство увеличить военную мощь России каким угодно способом. Желаемое всеми принималось за реальное, а преувеличенные ожидания породили и преувеличенные обещания Леппиха.

## Конструкция аэростата

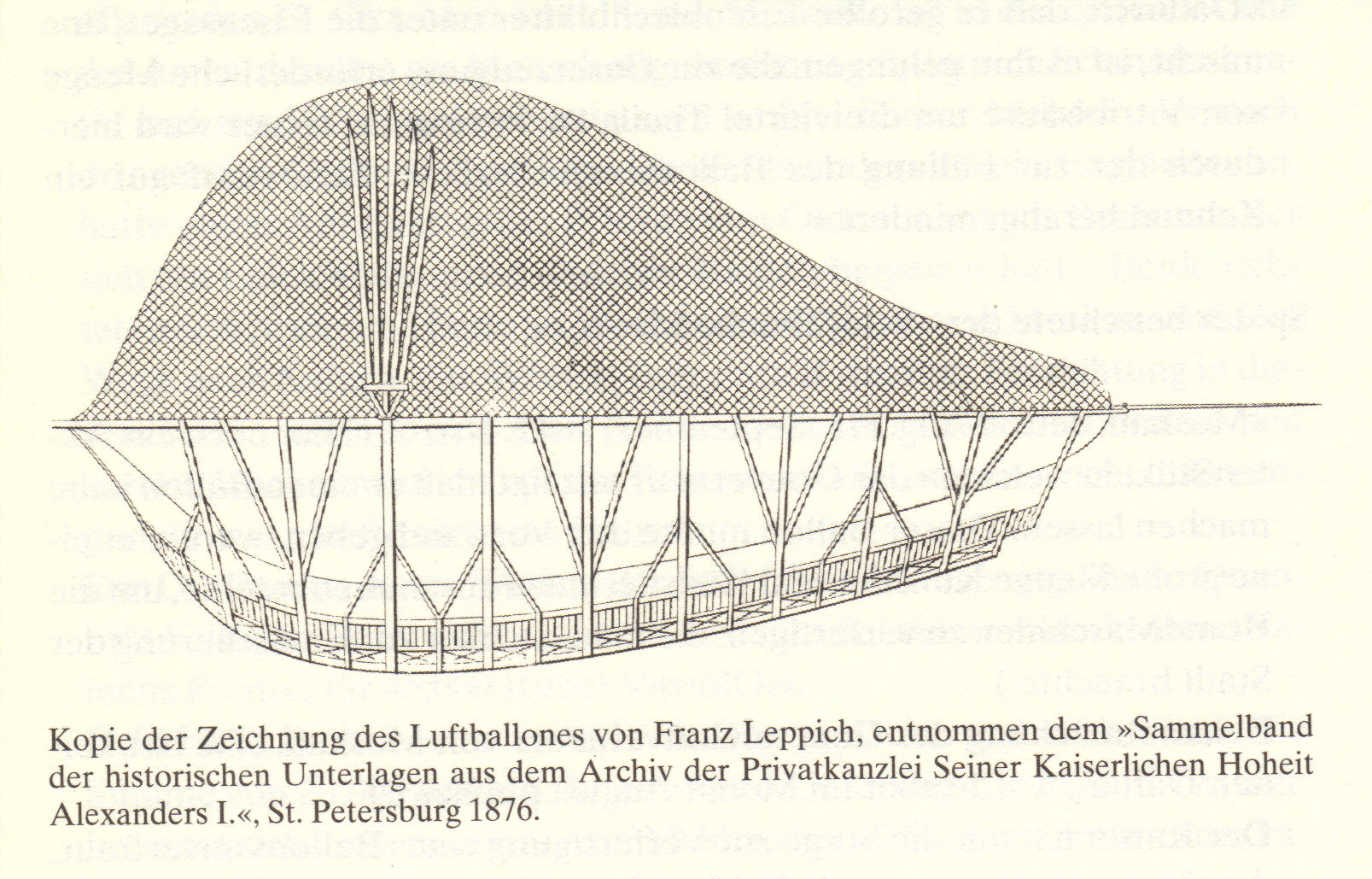
Летающая лодка Франца Леппиха, строившаяся в Воронцово. В другом варианте крылья перенесены с шара в гондолу

Конструктивно управляемый аэростат Леппиха представлял собой шар с гондолой, оборудованной машущими крыльями, прикреплёнными особыми пружинными рессорами. Оболочка шара имела форму рыбы длиной 57 м и максимальным диаметром 16 м. «Рыба» удерживалась сеткой с обручем, к которому подвешивалась гондола размером 20 м на 10 м.
Экипаж воздушного судна должен был состоять из 40-50 человек, часть из которых были гребцами, а часть — солдатами, сбрасывающими на головы противника пороховые фугасы через люк в центре гондолы. Предполагалось также использовать ракеты образца 1807 года с радиусом действия до 1,2 км. Общая стоимость создания аэростата Леппиха составила от 180 000 до 320 000 рублей, что было по тем временам колоссальной суммой, эквивалентной затратам на постройку трёхпалубного военного корабля с полным вооружением.

## Наследие

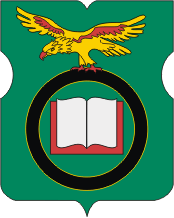
Герб московского района Обручевский

В начале 1990-х в лицее в Рыльске попытались воссоздать малоразмерную модель аэростата Леппиха. Однако из-за проблем с финансированием работы прекратили.
В июле 1997 года распоряжением префекта ЮЗАО был утвержден официальный герб московского района Обручевский, на территории которого находится Воронцовская усадьба. Герб выполнен в виде зелёного щита, на котором изображен парящий золотой орел, держащий в лапах чёрный обруч в виде буквы «О». По официальному описанию, парящий орел символизирует «предпринятую в 1812 году попытку создать воздушный шар для обстрела французских войск с воздуха».

## Упоминание в художественной литературе
1. Л. Н. Толстой, Война и мир, т.3
2. К. К. Сергиенко, «Бородинское пробуждение», Год: 1977
3. А. К. Виноградов, «Три цвета времени», Год: 1931
4. Е. Э. Ленковская, «Повелители времени. Спасти Кремль», издательство: Астрель, Астрель-СПб, Полиграфиздат, Год: 2011, ISBN 978-5-271-32976-0, 978-5-4215-1830-3, 987-5-9725-1939-2